# Нікколо Орландіні
Нікколо Орландіні (італ. Niccolò Orlandini; 10 квітня 1553, Флоренція — 17 травня 1606, Рим) — італійський єзуїт, перший історик Ордену єзуїтів.

## Життєпис
Вступив у Орден єзуїтів у 1572 році.
Став секретарем генерала Ордену єзуїтів Клаудіо Аквавіви, який доручив йому укласти історію Ордену.

## Праці
- «Annuae litterae Socieiatis Jesu» (Рим, 1585—1587),
- «Vita Petri Fabri» (Ліон, 1617),
- «Historia societalis Jesu» (1615).